# Ganshoren
Ganshoren es uno de los diecinueve municipios de la Región de Bruselas-Capital. El 1 de enero de 2019 contaba con 24.902 habitantes. Su área total es de 2,46 km², lo que da una densidad de población de 10.122,76 habitantes por km².
Hasta 1954, pertenecía a la zona neerlandófona de la antigua provincia de Brabante.
El municipio incluye por un lado el animado barrio de Keizer-Karellaan y parte de los alrededores de la basílica de Koekelberg, pero por otro lado también zonas residenciales más tranquilas y la zona verde del castillo de Rivieren.
Al norte y al este, Ganshoren limita con Jette , al sur con Koekelberg y Sint-Agatha-Berchem. Al oeste del municipio se encuentra la ciudad flamenca de Zellik, un submunicipio de Asse.

## Historia
En el mapa de Ferraris de la década de 1770, el lugar figura como la aldea rural de Ganshoren, al suroeste del pueblo de Jette. Al final del Antiguo Régimen, Jette-Ganshoren se convirtió en municipio, compuesto por el pueblo de Jette y la aldea de Ganshoren.
En 1835, Ganshoren se convirtió en parroquia independiente. Recuperó su independencia administrativa en 1841, cuando Jette-Ganshoren se dividió en los municipios de Jette y Ganshoren.
Después del censo de 1947, el municipio de Ganshoren abandonó la zona de habla neerlandesa de la antigua provincia de Brabante por decreto real en 1954 y se agregó al distrito oficialmente bilingüe de Bruselas-Capital.

## Cultura
Ganshoren alberga la Basílica del Sagrado Corazón, también conocida como Basílica de Koekelberg. Es una basílica relativamente joven, cuya construcción comenzó a principios del siglo XX, en 1905. Debido a su enorme tamaño, algunas partes de la basílica se utilizan para diversos fines, como exposiciones, conferencias y festividades. La basílica también alberga un teatro con capacidad para 228 personas, el Zaal Vitta, y el estudio de la emisora de radio católica bruselense Radio Spes.

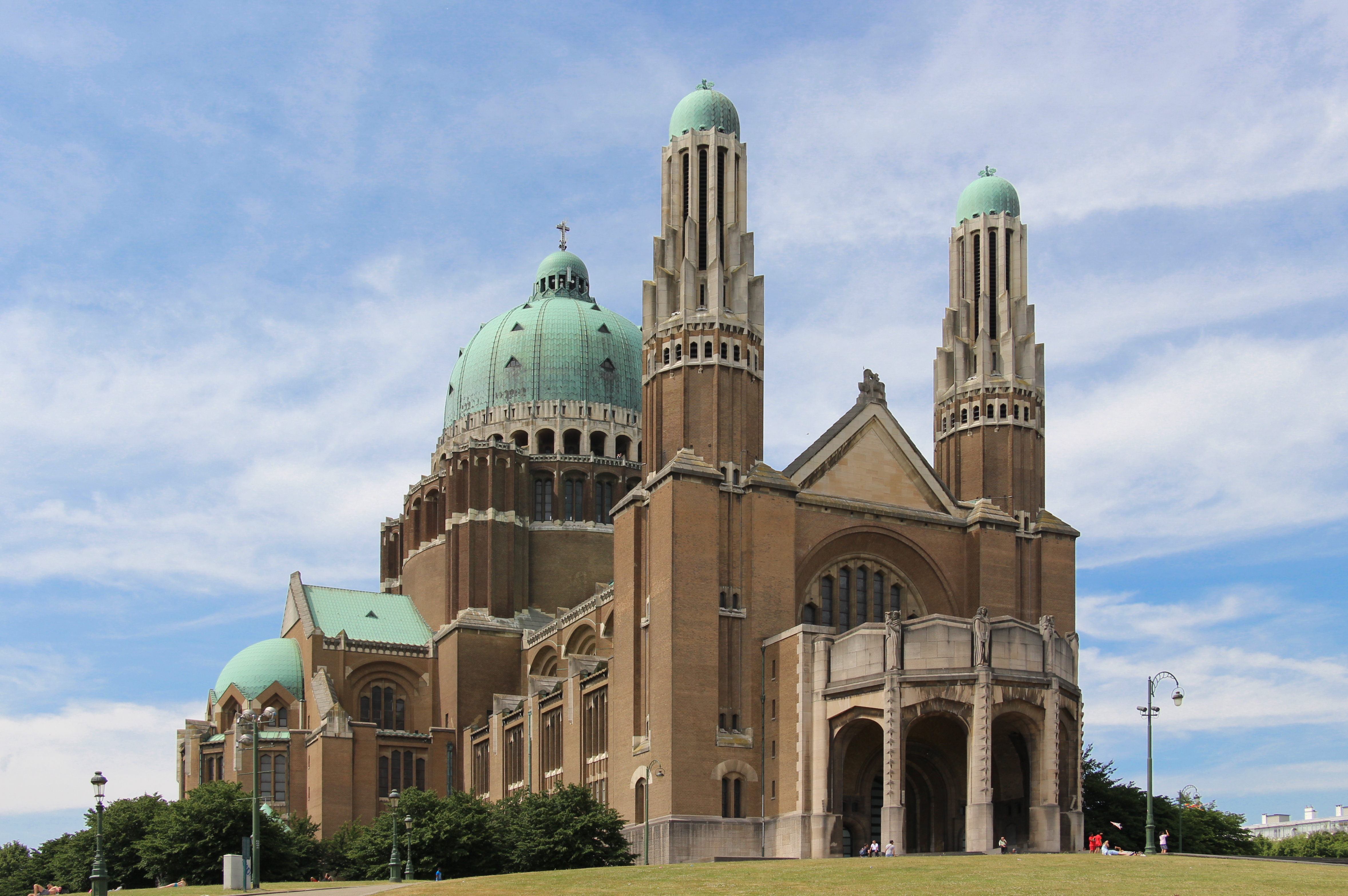
Basílica de Koekelberg

La basílica alberga dos museos: el Museo de Arte Religioso Moderno y el Museo de las Hermanas Negras. Desde la torre se pueden disfrutar vistas de la ciudad y de Brabante.

## Deportes
El club de fútbol representativo es el FC Ganshoren, que compite en la División 2 de Bélgica, cuarto nivel en la pirámide del país.

## Demografía

### Evolución
Todos los datos históricos relativos al actual municipio, el siguiente gráfico refleja su evolución demográfica.
| Gráfica de evolución demográfica de Ganshoren entre 1846 y 2020 |
|                                                                 |

- Datos: Q366552
- Multimedia: Ganshoren / Q366552